# Johann König (Galerist)

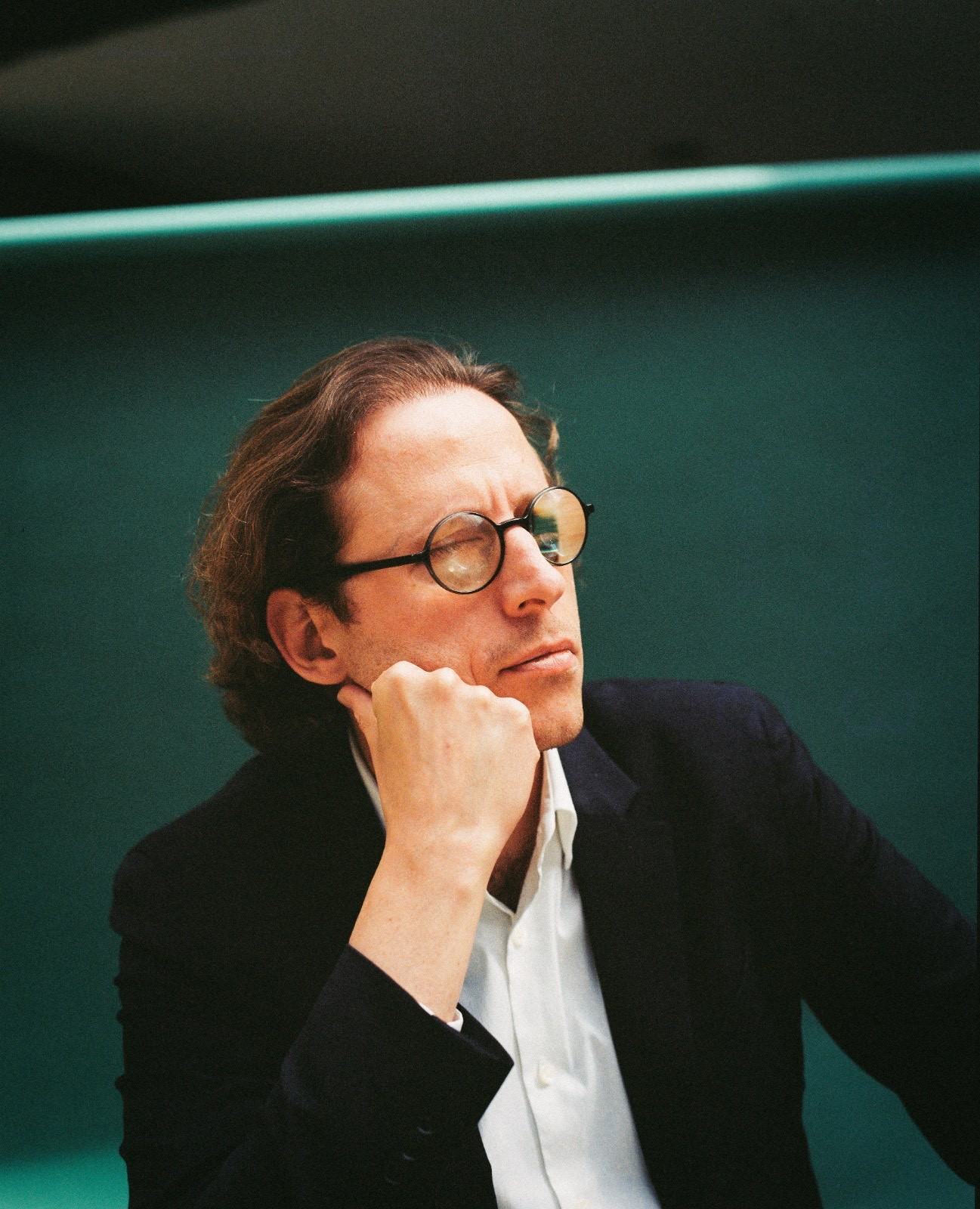
Johann König (2022)

Johann König (* 22. Juli 1981 in Köln) ist ein deutscher Galerist.

## Werdegang
Johann König wurde als Sohn der Illustratorin und Schauspielerin Edda Köchl-König und des Kunstprofessors und Kurators Kasper König geboren. Sein Onkel ist der Kölner Kunstbuchverleger Walther König. Sein älterer Bruder, Leo König, ist als Galerist in New York City tätig. Nachdem der Vater zum Direktor der Städelschule ernannt worden war, zog die Familie 1988 nach Frankfurt am Main.
Im Alter von 11 Jahren verlor König 1992 durch einen Unfall einen Großteil seines Augenlichts und erlitt zudem schwere Verletzungen an den Händen. Die Verletzungen zog er sich beim Spiel mit der Munition einer Startpistole zu. Nach mehreren Operationen schloss er seine Schulzeit an der Deutschen Blindenstudienanstalt (blista) in Marburg im Jahr 2002 mit dem Abitur ab.
König war 2020 Jurymitglied des Architekturpreises Berlin. Er ist außerdem Jurymitglied von PArt, einer Initiative der Spiegelberger Stiftung die Künstler während der Corona-Pandemie unterstützt und der Berlin Masters Foundation, die jährlich den Toy Berlin Masters Award vergibt.
Seit 2002 lebt König in Berlin und ist seit 2011 mit der Kunsthistorikerin Lena König verheiratet. Das Paar hat zwei Kinder.

## Galerie Johann König (ab 2002)
Im Jahr 2002, noch vor dem Abitur, gründete er in Berlin die Galerie Johann König. Er realisierte Ausstellungen von später international etablierten Künstlern wie Tue Greenfort, Jeppe Hein, Annette Kelm, Michael Sailstorfer oder Tatiana Trouvé. Die Galerie hatte ihren ersten Standort in der Weydingerstr. 10 am Rosa-Luxemburg-Platz gegenüber der Volksbühne und zog 2006 in eine ehemalige Industriehalle in der Dessauer Straße 6–7 in der Nähe des Martin-Gropius-Baus und der Neuen Nationalgalerie.

## König Galerie (seit 2015)

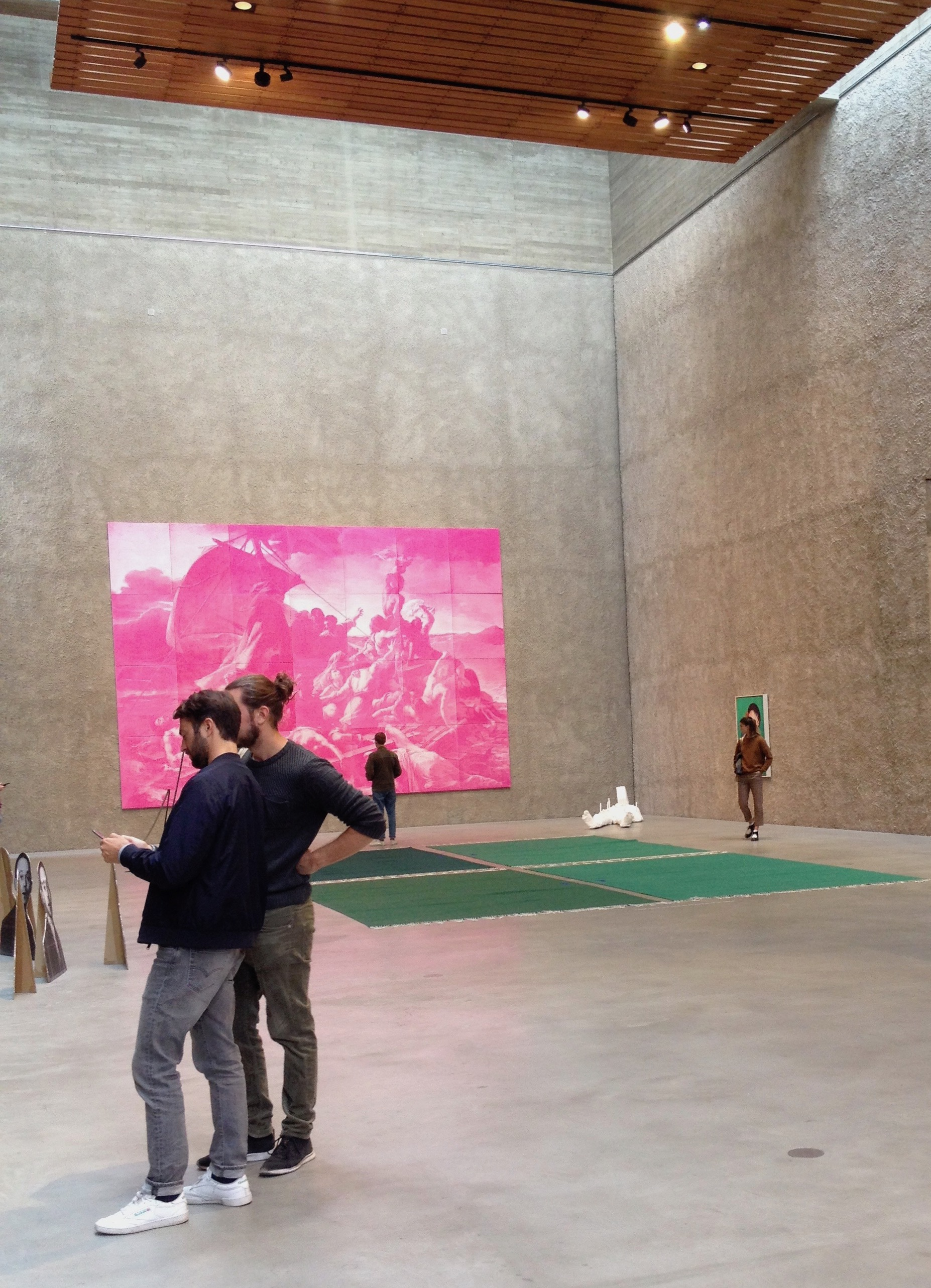
Ausstellung in der König Galerie (2019)

2011 pachtete König gemeinsam mit seiner Frau Lena das Gemeindezentrum St. Agnes in Berlin-Kreuzberg für 99 Jahre vom Erzbistum Berlin. Nach den Plänen der Architekten Brandlhuber + Emde, Burlon wurde der Kirchenraum zum Galerieraum umgebaut und im Jahr 2015 bezogen. 2016 erhielten das Ehepaar König als Bauherren sowie die Architekten und Werner Düttmann als ursprünglicher Architekt der St. Agnes-Kirche den Architekturpreis Berlin.
Die König Galerie erlangte als Vertretung zeitgenössischer Kunst in Deutschland Bekanntheit und zählt zu den wichtigen Galerien in diesem Fachbereich. 2017 eröffnete König eine weitere Galerie in London, 2019 eine Dependance im MCM-Haus in Ginza (Tokio), 2021 folgten Standorte in Seoul sowie in Wien im Kleinen Haus der Kunst, 2024 am Stadtrand Münchens im Bergson Kunstkraftwerk. Die Galerie vertritt circa 40 Künstler, darunter zum Beispiel Alicja Kwade, Jeppe Hein, Norbert Bisky, Erwin Wurm, Claudia Comte, Annette Kelm, Michael Sailstorfer und Chiharu Shiota.
Im Juni 2020 veranstaltete König die erste Kunstmesse in seinen Berliner Galerieräumen, die unter dem Titel Messe in St. Agnes mehr als 200 Kunstwerke aus dem Primär- und Sekundärmarkt zum Verkauf anbot. Unter der Marke MISA fanden regelmäßig Messen statt, begleitet von einem Onlineangebot auf misa.art.
Seit 2017 gibt es das König Magazin, das vor allem die Künstler aus dem eigenen Galerieprogramm bespricht und mittlerweile online ausschließlich auf Englisch erscheint. Unter dem Namen König Souvenir vertreibt die Galerie zudem eine eigene Linie an Designartikel, die oft in engem Zusammenhang zu aktuellen Ausstellungen herausgebracht werden. Während des Lockdowns infolge der Covid-19-Pandemie begann König 2020 eine Serie von Live Talks auf Instagram mit Künstlern, Kunstsammlern und Kreativen aus aller Welt.
König betreibt zudem drei Podcasts. In Was ist Kunst und König Kunst spricht er mit einflussreichen Protagonisten der Kunstwelt, die Einblicke in ihre Arbeit und ihren Werdegang geben. In Kunst Crime beleuchtet er Verbrechen aus der Welt der Kunst. 2020 wurde der virtuelle Galerieraum König Digital zusammen mit der App König Galerie ins Leben gerufen.
Die Galerie betätigte sich auch karitativ und sammelte u. a. Spenden für das Kinderhilfsprojekt Save the Children und das Operndorf Afrika.

## Vorwürfe und Rechtsstreitigkeiten
Im August 2022 veröffentlichte die Wochenzeitung Die Zeit einen ausführlichen Artikel von Carolin Würfel, Anne Kunze und Luisa Hommerich über ab 2019 gegen König erhobene Vorwürfe der sexuellen Belästigung und des Machtmissbrauchs. Die Vorfälle sollen sich im Jahr 2017 ereignet haben. Der Artikel berief sich auf Äußerungen von zehn Frauen und wurde in zahlreichen deutschsprachigen und internationalen Medienformaten geteilt.
Am 2. September 2022 wies König in einer Stellungnahme in der Berliner Zeitung die Anschuldigungen mit der Erklärung zurück, dass „die Kombination aus Party oder Nachtclubatmosphäre, überfüllten Räumen, Alkohol, Dunkelheit“ sowie seinem schwachen Augenlicht dazu geführt haben könnte, „dass sich Frauen oder auch Männer von mir bedrängt gefühlt [haben] oder ich sogar als übergriffig empfunden wurde“.
Königs Anwalt Simon Bergmann erwirkte vor dem Landgericht Hamburg und dem Hanseatischen Oberlandesgericht einstweilige Verfügungen (Az. 324 O 397/22 & Az. 7 W 101/22) wegen falscher Tatsachenbehauptungen und unzulässiger Verdachtsberichterstattung. Mit dem Urteil der Gerichte wurden Teile der Berichterstattung untersagt. Die Zeit entfernte bzw. veränderte daraufhin Passagen des Artikels. Michael Hanfeld schreibt in der FAZ, dass die Wochenzeitung allerdings auch auf den Beschluss des Gerichts verwies, der die Berichterstattung „in entscheidenden Teilen für zulässig hält“. Der Artikel ist weiterhin online.
Sören Kittel wies in einem Artikel in der Berliner Zeitung darauf hin, dass eine der drei Autorinnen des Zeit-Artikels in einem Interessenkonflikt stehe, da ihr Mann, Alfons Klosterfelde, als Galerist mit König konkurriere. Er berichtete von einem Drehbuch-Exposé der Autorin Carolin Würfel für eine Fernsehserie über den Fall König, das vor der Veröffentlichung entstanden sei. Der Titel der Serie lautete Kunststück. Darin entführt eine Gruppe radikalfeministischer Aktivistinnen einen Galeristen, der seine Mitarbeiterinnen belästigt. Im Juni 2023 berichtete die Berliner Zeitung, dass die Staatsanwaltschaft Hamburg gegen Carolin Würfel wegen übler Nachrede ermittele, da sie nicht offenlegte, dass sie mit einem Konkurrenten Königs verheiratet ist. Zudem hatte sie das Drehbuch-Exposé zu Kunststück in Vorbereitung. In einem weiteren Verfahren ermittelte die Hamburger Staatsanwaltschaft gegen drei Frauen wegen des Verdachts, dass sie eine falsche eidesstattliche Versicherung abgegeben haben. Ihre eidesstattlichen Versicherungen widersprechen einander, unter ihnen ist die einzige Frau, die sich im Text der Zeit mit vollständigem Namen zu erkennen gab: die Französin Alexandra Goullier. König wandte sich außerdem an den Beschwerdeausschuss des Deutschen Presserats, um die Zeit-Recherche publizistisch anzugreifen. Die Beschwerde wurde im März 2024 einstimmig und in allen von König beanstandeten Punkten als unbegründet zurückgewiesen. Es gebe ein berechtigtes öffentliches Interesse an der Information über die gegen König erhobenen Vorwürfe.
Nach den Vorwürfen kündigten mehrere namhafte Künstler ihre Zusammenarbeit mit der König Galerie, darunter Jeremy Shaw, Katharina Grosse, Corinne Wasmuht und Elmgreen & Dragset. Von der Kunstmesse Art Basel wurde König 2022 anders als in den Jahren zuvor nicht eingeladen. Laut König beendete etwa die Hälfte der zuvor von ihm vertretenen Künstler die Zusammenarbeit.
2025 wurde bekannt, dass König und seine Ehefrau einen Antrag am Landgericht Hamburg auf den Erlass einer einstweiligen Verfügung eingereicht hatten, nach der der Roman Innerstädtischer Tod (2024) von Christoph Peters nicht mehr verbreitet und veröffentlicht werden darf. Sie hatten sich im Galeristenpaar Konrad und Eva-Kristin Raspe wiedererkannt.

## Ehrungen und Auszeichnungen
Seit 2009 war König als Galerist mehrfach in der „Power-100-List“ der englischen Zeitschrift ArtReview vertreten (2009: Platz 88, 2010: Platz 84, 2011: Platz 96, 2012: Platz 99) nachdem er zusammen mit seinem Vater und Onkel bereits 2005 auf Platz 27 gelistet war. In der 2008 von der italienischen Zeitschrift Flash Art International durchgeführten Künstlerbefragung nach den 100 international wichtigsten Galerien wurde König auf Platz 14 gewählt. 2011 erhielt König zusammen mit der britischen Künstlerin Helen Marten für deren Einzelpräsentation auf seinem Messestand bei der Pariser Kunstmesse FIAC den Prix Lafayette.

## Autobiografie
- mit Daniel Schreiber: Blinder Galerist. Propyläen, Berlin 2019, ISBN 978-3-549-07642-2.